# Kohlfurther Brücke
Die Kohlfurther Brücke (häufig auch als Kohlfurter Brücke geschrieben) ist eine Fachwerkträgerbrücke aus Stahl über die Wupper im Wuppertaler Stadtbezirk Cronenberg an der Stadtgrenze zu Solingen im Ortsteil Kohlfurtherbrücke. Bis zur Stilllegung des Straßenbahnbetriebs 1969 diente sie der Straßenbahn von Elberfeld nach Solingen. Die Brücke ist gleichzeitig der Name einer Straße.
Am 13. April 2006 wurde sie in der Baudenkmalliste der Stadt Wuppertal und am 3. Mai 2006 in die der Stadt Solingen eingetragen. Seit dem 8. Mai 2010 ist die Brücke nach einer umfangreichen Restaurierung wieder in Betrieb.

## Architektur
Die aus Flussstahl gefertigte Halbparabelbrücke besteht aus genieteten Verbindungen und überspannt in leichter schräger Lage das Flussbett. Die beiden parallelen Fachwerkträger sind durch elf senkrechte Pfosten gegliedert und liegen auf Auflagern auf, die aus Naturstein gefertigt wurden. Der Boden der Brücke, in dem die ehemaligen Straßenbahnschienen liegen, ist nun überasphaltiert. Die drei inneren Felder der Fachwerkträger sind durch kreuzförmige Verstrebungen verstärkt, die anderen durch einfache Streben zwischen den Ober- und Untergurten. Im Zuge des Ausbaus zur Straßenbahnverbindung wurden die Obergurte zur Stabilisierung der Konstruktion durch Querbögen zusätzlich verstärkt.

## Geschichte
Lange bevor die bestehende Brücke gebaut wurde, gab es an dieser Stelle schon eine hölzerne Brücke, die urkundlich erstmals 1363 erwähnt wurde. 1714 wurde diese durch eine steinerne Bogenbrücke ersetzt und ermöglichte als einzige Brücke in dieser Region die trockene Überquerung des Flusses auf dem Weg von Solingen und nach Cronenberg. Die Pfeilerfundamente sind bei Niedrigwasser heute noch zu sehen. Die massive und stabile Steinbrücke war aber nur einspurig gebaut.
Sie wurde 1893 durch die bestehende Stahlbrücke ersetzt, erbaut von der Firma Morlan & Wilms aus Neumühl, und am 28. Juni 1894 dem öffentlichen Verkehr übergeben.
1913/14 erfolgte ein Umbau für die zusätzliche Nutzung für den Straßenbahnbetrieb der Barmer Bergbahn, der dann eine Verbindung von Cronenberg und Solingen schloss und somit die größte Ausbreitung der Straßenbahn in der Region darstellte. Bis zum 3. Mai 1969 fuhr die Linie 5 von Elberfeld nach Solingen. Im Jahr der Stilllegung gründete sich auch der Verein Bergisches Straßenbahnmuseum.

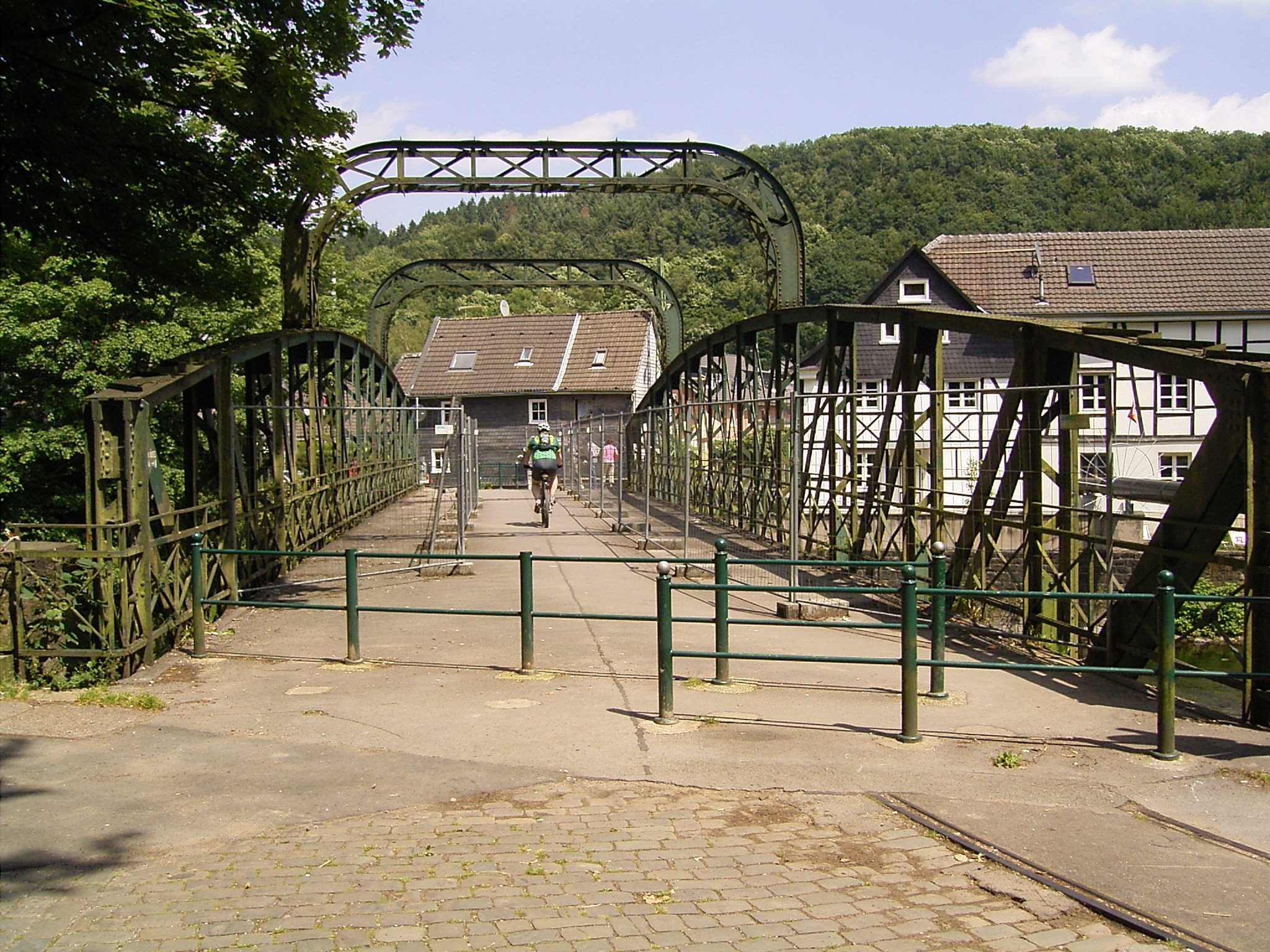
Die teilweise abgesperrte Brücke

Seit den 1970er Jahren diente die Brücke des Eigentümers Landesbetrieb Straßenbau NRW (LBS) nur noch dem Fußgänger- und Radverkehr, dennoch gilt sie als ein Bauwerk zur Landesstraße 427. Bei der Stadt Wuppertal lag die Instandhaltungspflicht seit 1976 und die Verkehrssicherungspflicht seit 1996 – diesen Verpflichtungen ist die Stadt jedoch nur unzureichend nachgekommen.
Am 17. März 2005 wurde sie ohne Vorankündigung wegen Einsturzgefahr für den Verkehr komplett gesperrt, so dass beide Ortsteile voneinander getrennt wurden. Doch schon im Vorhinein war die Nutzung der Brücke eingeschränkt. So konnte sie nur von Radfahrern und Fußgängern genutzt werden.
Daraufhin formierte sich die Bürgerinitiative Kohlfurther Brücke, die um den Erhalt und um die vollständige Sanierung kämpfte. Damals wurde für eine Sanierung ein Betrag von 1,6 Millionen Euro veranschlagt, der LBS beabsichtigte daher den Abriss der Brücke und die Errichtung einer Holzbrücke. Nach einer Unterschriftenaktion durch die Bürgerinitiative und auf Druck zahlreicher Kommunalpolitiker wurde die Brücke zunächst provisorisch repariert und Pfingsten 2005 zum Straßenbahnfest des Museums wieder für den Fußgängerverkehr freigegeben, allerdings nur auf einer Breite von 2,5 Metern.
Mitte 2006 wurde beschlossen, die Brücke im Frühjahr 2007 sanieren zu lassen. Die Kosten wurden nun auf 785.000 Euro beziffert, die zum Teil vom LBS, dem Land und von der Stiftung Deutscher Denkmalschutz getragen werden sollten. Einen kleinen Teil von rund zehn Prozent sollten die beiden Städte tragen.
Nach diversen Verzögerungen wurde mit den Sanierungsarbeiten Ende November 2008 begonnen. Die Brücke wurde im Januar 2009 komplett demontiert und in der Folgezeit neu aufgebaut. Am 10. September 2009 montierte man die sanierten und mit einem Schutzanstrich versehenen Fachwerkseitenteile. Sie sollten dem Brückenneubau das historische Aussehen wiederverleihen.
Die restaurierte Kohlfurther Brücke wurde am 8. Mai 2010 wieder eröffnet, unter anderem mit neuer Beleuchtung.